# ماسومی اوکادا
ماسومی اوکادا (انگلیسی: Masumi Okada؛ ۲۲ سپتامبر ۱۹۳۵ – ۲۹ مهٔ ۲۰۰۶) یک هنرپیشه اهل ژاپن بود که در سال ۱۹۴۵ میلادی به دنیا آمد و در فیلم‌های گوناگونی به ایفای نقش پرداخت و در اثر بیماری سرطان مری درگدشت.